# Xenoblade Chronicles 2: Torna - The Golden Country
Xenoblade Chronicles 2: Torna - The Golden Country (ゼノブレイド２ 黄金の国イーラ?, Zenobureido Tsū Ōgon no Kuni Īra) è un videogioco di ruolo d'azione open world sviluppato da Monolith Soft e pubblicato da Nintendo per Nintendo Switch. Si tratta di un contenuto scaricabile della storia per il gioco 2017, Xenoblade Chronicles 2, ed è stato pubblicato sia come contenuto scaricabile che come titolo autonomo.

## Trama
Xenoblade Chronicles 2: Torna - The Golden Country presenta una nuova storia ed una nuova ambientazione; i fatti narrati si svolgono 494 anni prima degli eventi di Xenoblade Chronicles 2 e spiegano ciò che nel gioco base è conosciuto come la guerra degli Aegis.Tornano diversi personaggi del gioco base, come Jin, Mythra, Malos ed il Pretore Amalthus, ed introduce personaggi come Lora e Addam come nuovi membri giocabili. Rex e Pyra erano i personaggi principali del gioco base, questo gioco segue un altro set di personaggi principali, Lora e Jin. Durante i titoli di coda del gioco, vengono mostrati i destini di Jin, Azurda, Mythra e del Pretore Amalthus. Mythra devastata dai sensi di colpa per la morte del Titano della Torna e di Milton un ragazzino che faceva parte del suo gruppo, entrambe causate dal suo combattimento con Malos, si trasforma in Pyra limitando così il suo potere e Addam la sigilla nella nave dove Rex di Xenoblade Chronicles 2 la trova e risveglia. Jin porta Lora e gli altri a Spessia presso un campo di milizia per incontrare i sopravvissuti di Torna ma vengono attaccati dalle forze di Amalthus dopo che, con un colpo di stato, è riuscito a diventare il Pretore di Indol. A causa di questo attacco Lora muore e Amalthus entra in possesso del cristallo di Haze, una Blade in grado di limitare il potere degli altri Blades e degli stessi titani. Jin per non dimenticarsi di Lora e per vendicarsi diventa un Mangiatore di Carne e forma l'organizzazione Torna a cui Malos, ancora vivo, si unisce nel gioco principale. Nelle ultime scene di gioco, Jin torna nella sua vecchia casa per bruciarla insieme a tutti i suoi ricordi del passato, tranne per la sua maschera, che indossa mentre scambia parole di commiato con il titano Azurda dicendogli che se mai si fossero nuovamente incontrati questa volta sarebbero stati nemici. Alla fine dei titoli di coda, si vede Rex che entra nella stanza dove Pyra è stata sigillata da Addam, portando agli eventi del gioco principale.

## Sviluppo
Nel 2015 Torna - The Golden Country è stato uno dei potenziali candidati come storia di Xenoblade Chronicles 2. Secondo il creatore della serie Tetsuya Takahashi, Monolith Soft decise di accantonare l'idea ma di memorizzare il concetto e le varie idee collegate nel disco rigido del computer di Takahashi. Tale concetto fu poi ripreso come DLC della storia. La storia originariamente era stata progettata per essere inserita tra il capitolo sette ed otto del gioco base, ma alla fine venne deciso di tenerli separati in modo da poter espandere la portata della storia.
Il gioco vanta un nuovo motore di rendering che migliora leggermente la grafica rispetto al gioco base. A seguito dei moltissimi feedback ricevuti dai giocatori, Monolith Soft ha rivisto il sistema di battaglia in modo da essere più facile e dinamico, inoltre sono stati inseriti più tutorial nelle prime fasi per spiegare alcuni degli aspetti più complessi dello sviluppo della battaglia e dei personaggi, e la mappa è stata semplificata in modo che sia più facile da capire. Takahashi, abituato a lavorare su giochi della durata minima di 80 ore, ha spiegato che la sfida più grande che il team di sviluppo ha affrontato è stata quella di bilanciare i vari aspetti del gioco per far sì che il giocatore si sentisse dentro ad un vero RPG nonostante la durata ridotta di sole 20 ore.
Xenoblade Chronicles 2: Torna - The Golden Country è stato pubblicato digitalmente come parte del pass di espansione del gioco il 14 settembre 2018 e fisicamente il 21 settembre.

## Musica
Yasunori Mitsuda ed altri compositori tornarono per creare una nuova colonna sonora. Per questo DLC sono state scritte undici nuove canzoni. Secondo Takahashi, il compositore ha deliberatamente usato strumenti acustici per abbinare il tono più cupo e maturo della storia. Jen Bird canta la sigla finale intitolata A Moment of Eternity. La colonna sonora è stata pubblicata in versione digitale il 14 dicembre 2018.

## Accoglienza
Xenoblade Chronicles 2: Torna - The Golden Country è stato accolto positivamente; alcuni critici hanno espresso entusiasmo per l'espansione della storia, altri per la presenza di nuovi personaggi interessanti ed accattivanti oltre che per il miglioramento del sistema di battaglia. Il gioco ha ottenuto una valutazione di 80/100 su Metacritic e generalmente ha ottenuto recensioni favorevoli.
Il gioco è stato nominato per il G.A.N.G. / MAGFEST People's Choice Award ai G.A.N.G. Awards 2019.